# Katholische Arbeitsstelle für missionarische Pastoral
Die Katholische Arbeitsstelle für missionarische Pastoral (KAMP) der Deutschen Bischofskonferenz hat die Aufgabe, „die Weiterentwicklung des kirchlichen Zeugnisses in der Gegenwart wirkungsvoll zu unterstützen“. Die KAMP ist der Pastoralkommission der Deutschen Bischofskonferenz zugeordnet. Ausgehend vom Apostolischen Schreiben Evangelii nuntiandi, in dem Papst Paul VI. die Evangelisierung als Hauptaufgabe der katholischen Kirche. kennzeichnete, führten die Päpste Johannes Paul II. und Benedikt XVI. diesen Gedanken weiter. Papst Benedikt XVI. gründete 2010 den Päpstlichen Rat zur Förderung der Neuevangelisierung.
Die KAMP nimmt ähnliche Aufgaben wie der Päpstliche Rat zur Förderung der Neuevangelisierung auf nationaler Ebene wahr.

## Träger
Träger der KAMP ist der KAMP e.V. Dem Vorstand gehören an:
- Ralph Poirel, Leiter des Bereichs Pastoral im Sekretariat der Deutschen Bischofskonferenz, Bonn (Vorsitzender)
- Thomas Dornseifer, Leiter HA Pastorale Dienste, Erzbistum Paderborn (Stellvertreter)
- Claudia Kunz, Referentin im Bereich Pastoral, Sekretariat der Deutschen Bischofskonferenz, Bonn (Schriftführerin).[4]

## Referate
Die Arbeitsstelle gliedert sich in vier Referate. Leiter der Arbeitsstelle ist der Theologe Hubertus Schönemann.

### 1. Evangelisierung und missionarische Pastoral
Das Referat 1 bearbeitet Grundsatzfragen der missionarischen Pastoral. Ferner werden Initiativen im Bereich der evangelisierender Pastoral und der Katechese in den Diözesen, Verbänden und kirchliche Bewegungen zum einen analysiert und begleitet. Ferner werden eigene Konzepte dazu erarbeitet.
Das Referat 1 führt eigene Veranstaltungen und Veranstaltungen mit kirchlichen Kooperationspartnern durch, um Projekte missionarischer Pastoral zu fördern und bekannt zu machen.

### 2. Pastoral und Gesellschaft
Das Referat 2 beobachtet gesellschaftliche Trends vor allem im Hinblick auf die Rolle der katholischen Kirche und der Religion allgemein.
Das Referat „Pastoral und Gesellschaft“ ist mit der Aufgabe der Koordination hinsichtlich milieusensibler Pastoral, aber auch des Themas „Sozialwissenschaft und Pastoral“ betraut. Dies wurde im Oktober 2011 mit dem Bereich Pastoral im Sekretariat der Deutschen Bischofskonferenz vereinbart.
Dazu werden sozialwissenschaftliche Studien ausgewertet. Hier spielt vor allem die Sinus-Milieu-Studie eine große Rolle. Darauf aufbauend werden Konzepte einer milieusensiblen Pastoral entwickelt. Das MDG-Milieuhandbuch 2013 und der Kongress 2012 zur milieusensiblen Pastoral waren wesentliche Meilensteine, die Sinusmilieus für die Pastoral zu erschließen.

### 3. Sekten- und Weltanschauungsfragen
Das Referat 3 stellt in erster Linie Beobachtungen der sich in der pluralen Gesellschaft immer weiter ausdifferenzierenden Aspekten von Religion und Glauben dar. Auftrag des Referates ist es, religiöse und weltanschauliche Gruppierungen in erster Linie aus ihrer eigenen Logik heraus zu verstehen und zu beurteilen. Mit den gewonnenen Erkenntnissen werden unter anderem die Beratungsstellen der einzelnen Diözesen unterstützt und in ihrer Arbeit begleitet.

### 4. Glaubensinformation und Online-Beratung
Das Referat 4 beschäftigt sich mit Aspekten der Verkündigung und Beratung im Internet und den sozialen Medien.
Mit Auflösung der Katholische Glaubensinformation gingen die Projekte internetseelsorge.de und katholisch-werden.de an das Referat 4 der KAMP über. Im Jahr 2012 erfolgte der Relaunch von internetseelsorge.de, ein Jahr später folgte katholisch-werden.de. Beide Internetauftritte werden weiterhin vom Referat 4 der KAMP betreut und dienen der Vernetzung von entsprechenden Angeboten in Diözesen, Werken und Gemeinschaften.
Außerdem hat das Referat 4 die Konferenz der Internetseelsorgebeauftragten der Diözesen ins Leben gerufen. 2010 tagte die Konferenz erstmals, um sich über seelsorgliche Angebote der Diözesen im Internet zu informieren.

## Publikationen
- εύangel | Magazin für Missionarische Pastoral
- Broschüre „Milieus fordern heraus“ zum MDG-Milieuhandbuch 2013
- Söder, Joachim / Schönemann, Hubertus (Hg.): Wohin ist Gott? Gott erfahren im säkularen Zeitalter (Theologie im Dialog 10), Freiburg i.Br. 2013.